# Università Washington a Saint Louis
La Università Washington a Saint Louis (in inglese: Washington University in St. Louis) è un'università privata statunitense situata a Saint Louis nel Missouri.
Fu fondata nel 1853 durante la presidenza di Millard Fillmore da William Greenleaf Eliot e Wayman Crow con il nome di Eliot Seminary. Nel 1857 il nome fu cambiato in Washington University in onore di George Washington, primo presidente degli Stati Uniti.